# Angélique (bande dessinée)
 (avril 2025).
Motif : Absence de sources
- Archive Wikiwix
- Bing
- Cairn
- DuckDuckGo
- E. Universalis
- Gallica
- Google
- G. Books
- G. News
- G. Scholar
- Persée
- Qwant
- (zh) Baidu
- (ru) Yandex
- (wd) trouver des œuvres sur Wikidata

| 1. | Préciser le motif de la pose du bandeau. | Précisez le motif de la pose du bandeau en utilisant la syntaxe suivante : {{admissibilité à vérifier\|date=avril 2025\|motif=remplacez ce texte par le motif}}                                 |
| 2. | Informer les utilisateurs concernés.     | Pensez à avertir le créateur de l'article, par exemple, en insérant le code ci-dessous sur sa page de discussion : {{subst:avertissement admissibilité à vérifier\|Angélique (bande dessinée)}} |

Pour les articles homonymes, voir Angélique.
Angélique est une série de Bande dessinée portugaise humoristique créée par Carlos Roque aidé par son épouse Monique.

## Synopsis
Angélique est une petite fille curieuse qui n'arrête pas de poser des questions ou de faire des remarques à son tonton qui essaye tant bien que mal d'y répondre.

## Personnages
- Angélique, petite fille charmante mais curieuse.
- Le tonton, a toujours du mal à répondre aux questions des enfants.

## Publication

### Albums
La série n'a jamais été publiée en album.

### Revues
La série a été publiée dans le journal Spirou entre 1968 et 1979.